# Hising
Hising är ett svenskt efternamn, som burits av flera släkter. Namnet anses komma från ön Hisingen, idag i Göteborgs kommun, men kända personer med namnet har varit verksamma i andra delar av Sverige. Medlemmar av två släkter har adlats med namnen Hisinger respektive Hisingsköld.

## Bergslagssläkten Hising/Hisinger
Släktens äldste kände stamfader är Olof Hising som 1577 blev fogde i Gästrikland och 1583 i Ulfsunds län. Han uppges ha varit bondson från ön Hisingen utanför Göteborg. Enligt Anreps ättartavlor fick han kungligt brev på två skattehemman i Köpings socken, och hade en Malin Halvarsdotter som hustru. De hade sönerna Carl och Mikael Hising.
Carl Hising var skolmästare i Arboga och kyrkoherde i Fellingsbro. Han var gift med Cecilia Hintze, dotter till myntmästare Matts Hinze i Västerås. Deras ena dotter, Magdalena, var Johannes Rudbeckius andra hustru och fick med honom flera barn, däribland den namnkunnige Olof Rudbeck d.ä. Hennes bröder var riksdagsmannen kontraktsprosten Carl Hisingh d.y. i Fellingsbro och borgmästaren Olof Hising i Norrköping. Den senares son Nils Hising var rysk tolk och rådman i Narva.
Carl Hisings bror Mikael Hising (född ca 1640), nämnd ovan, var rådman och borgmästare i Köping samt anlade hamrar, bland annat i Skinnskatteberg. Hans första hustru var syster till Stockholms borgmästare Olof Andersson och systerdotter till ärkebiskop Petrus Kenicius från Bureätten, och med henne fick han sonen Olof Hisingh som liksom fadern var rådman och borgmästare i Köping samt gav sig in i bergs- och järnbruksrörelsen. Den senares hustru var Anna Leffler. De fick bland annat dottern Christina som gifte sig med Hans Olofsson Törne varmed hon blev stammoder till ätterna von Törne, Törneblad, Törnstjerna samt den adliga, friherrliga och grevliga ätten Törnflycht, och vars dotter blev stammoder till ätten Harmens. En son till Olof Hising och Anna Leffler var Carl Hising som var riksdagsman och borgmästare i Köping och gift med Barbro Petré, vilka var föräldrar till Mikael Hising vars ättling blev stammoder till ätten Heijkenskjöld, och Marhareta, gift med Johan Leijel.
Ättlingar adlades med namnet Hisinger i olika omgångar, däribland Johan Hisinger. 
Andra söner till Olof Hising och Anna Leffler förblev ofrälse och deras namn fortlevde sålunda.

## Andra släkter
Utan samband med ovanstående släkt är den Erik Hansson Hising vars ättling sjöofficeren, sedermera konteramiralen Johan Hising 1773 adlades med namnet Hisingsköld.
Industrimannen och landshövdingen Lars Ivar Hising (1927-2022) tillhör en tredje släkt med namnet.

## Personer med efternamnet Hising
- Carolus Caroli Hising (1603–1669), präst och riksdagsman
- Carolus Olai Hising  (1572–1642). präst och riksdagsman
- Johan Hising, adlad Hisinger, (1727–1790), bruksägare
- Lars Ivar Hising (1927–2022), industriman och ämbetsman
- Mikael Hising (1687–1756), bruksägare
- Olof Hising (1607–1658), borgmästare
- Olof Hising (borgmästare) (1680-talet–1728), risdagsman
- Wilhelm Hising (1731–1780), brukspatron
- Wilhelm Hising, adlad och adpterad Hisinger (1766–1854), bruksägare, kemist och fysiker